# Тамара (симфоническая поэма)
«Тама́ра» — симфоническая поэма Милия Балакирева, написанная в 1882 году. Основой стала одноимённая баллада Михаила Лермонтова «Тамара» («В глубокой теснине Дарьяла…»), написанная поэтом в 1841 году под впечатлением услышанной на Кавказе старинной грузинской легенды.
Первоначальный замысел поэмы возник у Балакирева под впечатлением его поездок на Кавказ в 1862 и 1863 годах.
По воспоминаниям Н. А. Римского-Корсакова осенью 1866 года М. А. Балакирев «все чаще и чаще наигрывал темы для оркестровой фантазии „Тамара“». Тяжёлый кризис, поразивший композитора в начале 1870-х годов, прервал работу — только в 1876 году, по настоянию сестры Глинки Л. Шестаковой, Балакирев вновь принялся за сочинение. Поэма была завершена в 1882 году и впервые прозвучала 7 (19) марта 1882 года в Санкт-Петербурге, в концерте Бесплатной музыкальной школы, под управлением автора.
Затем дважды исполнялась в Париже, в «Концертах Ламуре». В 1884 году была напечатана П. И. Юргенсоном.

## Описание
В прологе симфонической поэмы звучит тема величественного кавказского пейзажа: мрачные звучания низких струнных на фоне непрерывного рокота литавр — в теснине Дарьяльского ущелья грозно рокочет Терек. Затем появляется любовный призыв царицы-обольстительницы Тамары — английский рожок, повторяемый гобоем, который приводит Путника в таинственный замок. Основная часть поэмы — Allegro moderato ma agitato — начинается страстным звучанием альтов; затем звучит музыка, построенная на ритмах восточных тюркско-иранских мелодий, которая переходит в сцену оргии, где звучат темы кавказских плясок. Полная страсти картина завершается эпилогом — Andante — с музыкой, аналогичной вступлению.

## В антрепризе Дягилева
Дягилев, познакомившийся с Балакиревым в 1893 году, в 1907 году включил «Тамару» в репертуар организованных им в Париже «Русских исторических концертов», прошедших в театре Гранд-Опера и привлекших внимание французского музыкального сообщества. Большинство произведений русской симфонической и оперной музыки, представленных в этих пяти концертах, впоследствии были перенесены Дягилевым на балетную сцену. Партитура поэмы была использована для одноимённой постановки «Русских сезонов» 1912 года. Либретто и оформление создал Лев Бакст, хореографию — балетмейстер Михаил Фокин. Главные партии исполнили Тамара Карсавина и Адольф Больм, премьера прошла в парижском театре «Шатле» 20 мая 1912 года.